# Afghanische Cricket-Nationalmannschaft in den Vereinigten Arabischen Emiraten in der Saison 2023/24
Die Tour der afghanischen Cricket-Nationalmannschaft in die Vereinigten Arabischen Emirate in der Saison 2023/24 fand vom 29. Dezember 2023 bis zum 2. Januar 2024 statt. Die internationale Cricket-Tour war Bestandteil der Internationalen Cricket-Saison 2023/24 und umfasste drei Twenty20s. Afghanistan gewann die Serie 2–1.

## Vorgeschichte
Für beide Mannschaften ist es die erste Tour der Saison. Das letzte Aufeinandertreffen der beiden Mannschaften bei einer Tour fand in der Saison 2022/23 in den Vereinigten Arabischen Emiraten statt.

## Stadion
Das folgende Stadion wurde für die Tour als Austragungsort vorgesehen.
| Stadion                             | Stadt   | Kapazität | Spiele      |
| ----------------------------------- | ------- | --------- | ----------- |
| Sharjah Cricket Association Stadium | Sharjah | 27.000    | 1. – 3. T20 |

## Kaderlisten
Die Mannschaften gaben vor der Tour folgende Kader bekannt.
| T20 | T20 |
| Ver. Arab. Emirate | Afghanistan |
| --- | --- |
| - Muhammad Waseem (K) - Vriitya Aravind (wk) - Basil Hameed - Muhammad Jawadullah - Aayan Afzal Khan - Nilansh Keswani - Ali Naseer - Dhruv Parashar - Akif Raja - Omid Rehman - Khalid Shah (wk) - Tanish Suri (wk) - Junaid Siddique - Samal Udawaththa | - Ibrahim Zadran (K) - Fareed Ahmad - Noor Ahmad - Sediqullah Atal - Sharafuddin Ashraf - Qais Ahmad - Fazalhaq Farooqi - Rahmanullah Gurbaz (wk) - Naveen-ul-Haq - Mohammad Ishaq (wk) - Karim Janat - Mohammad Nabi - Azmatullah Omarzai - Darwish Rasooli - Mohammad Saleem - Rahmat Shah - Hazratullah Zazai - Najibullah Zadran |

## Tour Matches
| 25. Dezember Scorecard | Sharjah | Afghanistan 214 (47.2)           | – | Ver. Arab. Emirate 105 (30.4) |
|                        |         | Afghanistan gewinnt mit 109 Runs |   |                               |

| 27. Dezember Scorecard | Sharjah | Afghanistan 249-7 (50)          | – | Ver. Arab. Emirate 154 (42.2) |
|                        |         | Afghanistan gewinnt mit 95 Runs |   |                               |

## Twenty20 Internationals

### Erstes Twenty20 in Sharjah
| 29. Dezember Scorecard | Sharjah | Afghanistan 203-3 (20)          | – | Ver. Arab. Emirate 131-4 (20) |
|                        |         | Afghanistan gewinnt mit 72 Runs |   |                               |

Die Vereinigten Arabischen Emiraten gewannen den Münzwurf und entschieden sich als Feldmannschaft zu beginnen. Als Spieler des Spiels wurde Rahmanullah Gurbaz ausgezeichnet.

### Zweites Twenty20 in Sharjah
| 31. Dezember Scorecard | Sharjah | Ver. Arab. Emirate 166-7 (20)          | – | Afghanistan 155 (19.5) |
|                        |         | Ver. Arab. Emirate gewinnt mit 11 Runs |   |                        |

Die Vereinigten Arabischen Emiraten gewannen den Münzwurf und entschieden sich als Schlagmannschaft zu beginnen. Als Spieler des Spiels wurde Ali Naseer ausgezeichnet.

### Drittes Twenty20 in Sharjah
| 2. Januar Scorecard | Sharjah | Ver. Arab. Emirate 126-9 (20)     | – | Afghanistan 128-6 (18.3) |
|                     |         | Afghanistan gewinnt mit 4 Wickets |   |                          |

Die Vereinigten Arabischen Emiraten gewannen den Münzwurf und entschieden sich als Schlagmannschaft zu beginnen. Als Spieler des Spiels wurde Naveen-ul-Haq ausgezeichnet.

## Auszeichnungen

### Player of the Series
Als Player of the Series wurde der folgende Spieler ausgezeichnet.
| Serie    | Player of the Series |
| -------- | -------------------- |
| Twenty20 | Rahmanullah Gurbaz   |

### Player of the Match
Als Player of the Match wurden die folgenden Spieler ausgezeichnet.
| Spiel       | Player of the Match |
| ----------- | ------------------- |
| 1. Twenty20 | Rahmanullah Gurbaz  |
| 2. Twenty20 | Ali Naseer          |
| 3. Twenty20 | Naveen-ul-Haq       |